# پدال دوچرخه

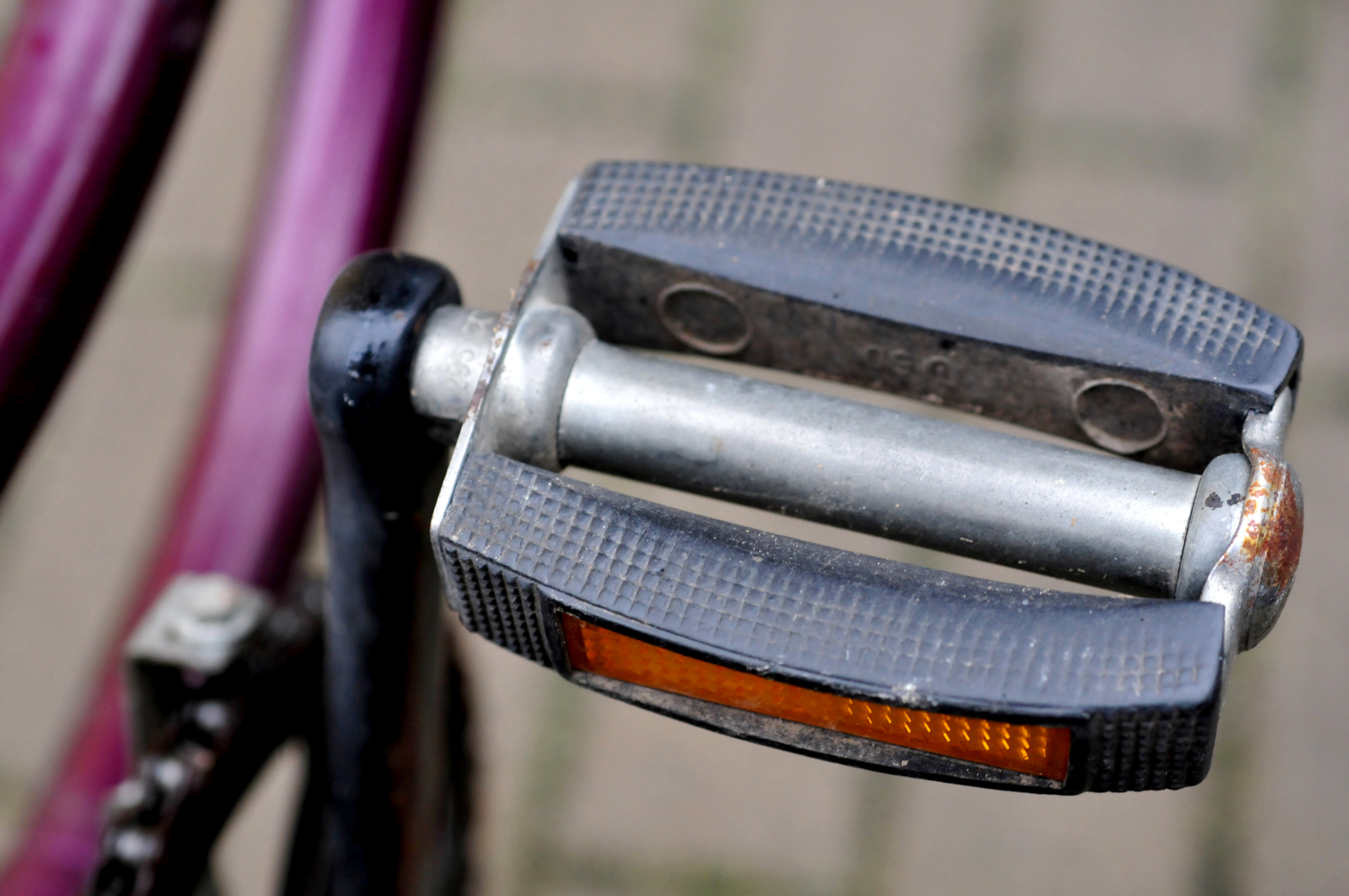
یک پدال سادهٔ دوچرخه.

پدال یا رکاب یکی از قطعه‌های دوچرخه است که با فشار پنجهٔ پای دوچرخه‌سوار به آن، چرخ حرکت می‌کند. پدال با ایجاد ارتباط بین پای دوچرخه‌سوار و طبق قامه، باعث چرخش توپی تنه، حرکت زنجیر و چرخش چرخ‌های دوچرخه می‌شود. پدال دوچرخه معمولاً یک محور دارد که به انتهای اهرم پدال (قامه) وصل شده‌است و بدنه‌ای که کفش دوچرخه سوار روی آن قرار می‌گیرد.
پدال‌های معمولی فقط فشار به سمت پایین پای دوچرخه‌سوار را به چرخ‌ها انتقال می‌دهند. نوعی پدال حرفه‌ای به نام پنجه رکاب قفل‌شو که به کفش دوچرخه‌سوار قفل می‌شود این امکان را ایجاد کرده که دوچرخه سوار در زمان بالا آوردن پایش هم برای حرکت دوچرخه، نیروی پیشرانه تولید کند.